# Silentes
La Silentes è una etichetta discografica indirizzata perlopiù alla produzione di musica post-industriale, musica ambientale e musica elettronica. L'etichetta nacque su iniziativa di Stefano Gentile nel 2004, dalle ceneri della precedente Amplexus.
Fra gli artisti che hanno pubblicato musica per la Silentes vi sono Alio Die, Baciamibartali, Maurizio Bianchi, Enrico Coniglio, Mauthausen Orchestra e Z'EV.

## Storia dell'etichetta

### 1994-2004: Le origini e la Amplexus
Nata come progetto estemporaneo per pubblicare un Mini CD di Robert Rich, la Amplexus è diventata un punto di riferimento in Italia riguardo alla musica ambientale e alla musica elettronica d'avanguardia, pubblicando tra gli altri lavori di Steve Roach e Black Tape for a Blue Girl.

### 2004: La nascita della Silentes
Dopo aver chiuso da alcuni mesi la Amplexus, Stefano Gentile inizia a pensare ad un nuovo marchio di produzione. Il pretesto fu fornito dai frequenti viaggi a Berlino, e dall'incontro con Rob Modell, che da tempo cercava una casa di produzione per alcune sue composizioni techno. Uscirono così contemporaneamente nel 2004 le prime 4 produzioni della Silentes, la cui grafica fu affidata al giapponese Akifumi Nagajima, meglio conosciuto come Aube: due a nome Rod Modell, una di Michael Mantra, e la quarta a nome Seele, progetto dello stesso Gentile.

### 2005: Silentes Minimal Edition
Nel 2005 nacque la collana Silentes Minimal Edition per pubblicare lavori più diretti verso una poetica intimista e sonorità ambientali. La prima pubblicazione su questo marchio fu M.I. Nheem Alysm di Maurizio Bianchi, al quale seguirono alcune pubblicazioni di Aube.

### 2008: Oltrelanebbiailmare
È nel 2008 che la Silentes inaugura la collana Oltrelanebbiailmare, con la quale si ripropone di riscoprire e ristampare band e vecchie pubblicazioni di valore degli anni '80: alcuni tra i nomi di rilievo furono Le Masque, Limbo, Baciamibartali, Militia, Die Form, Neon, Gaznevada, Laxative Souls, Endless Nostalgia e molti altri. Oltre a queste ristampe, Oltrelanebbiailmare ha anche pubblicato materiale inedito sia di band storiche come i Le Masque, che di artisti contemporanei come Edgardo Moia Cellerino e Lullabier.

### 2013: 13
Nel 2013 viene inaugurata la collana 13, all'interno della quale vengono pubblicati vinili e CD in edizioni limitate, accompagnate da book fotografici e stampe; fra gli artisti pubblicati su 13 vi sono Maurizio Bianchi, Enrico Coniglio, Gigi Masin e Micheal Mantra.